# Kleinrettbach
Kleinrettbach is een dorp in de Duitse landgemeente Nesse-Apfelstädt in het Landkreis Gotha in Thüringen. Het dorp wordt voor het eerst genoemd in een oorkonde uit het einde van de negende eeuw. In 1974 werd de tot dan zelfstandige gemeente toegevoegd aan Gamstädt, dat in 2009 opging deze op in de landgemeente.